# Fimbristylis aggregata
Fimbristylis aggregata là loài thực vật có hoa trong họ Cói. Loài này được C.E.C.Fisch. mô tả khoa học đầu tiên năm 1931.